# Monocelis welhelmii
Monocelis welhelmii är en plattmaskart som beskrevs av Graff 1911. Monocelis welhelmii ingår i släktet Monocelis och familjen Monocelididae. Inga underarter finns listade i Catalogue of Life.